# Orchesticus abeillei
Orchesticus abeillei là một loài chim trong họ Thraupidae.